# نموذج إيزينج

نَمُوذَجُ ايسنج هو نموذج رياضي للمغناطيسية الحديدية في الميكانيكا الإحصائية. وقد استُخدم لنمذجة الظواهر المختلفة التي تنتج فيها التأثيرات الجماعية عن طريق التأثرات المحلية بين جزيئات ذات حالتين.
المثال الرئيسي هو المغناطيسية الحديدية، وفي هذه الحالة يُعتبر نموذج ايسينغ هو نموذج حول شبكة العزم المغناطيسي، حيث يتم توجيه الجسيمات دائمًا على طول المحور المكاني نفسه ويمكن أن تأخذ فقط قيمتين، M و -M.
يُسمى هذا النموذج أحيانًا نموذج لينز-ايسينغ. نسبةً إلى اسم الفيزيائيين فيلهلم لينز وإرنست إيسينغ.

## تطبيقات

### المواد المغناطيسية الحديدية
يُتيح هذا النموذج وصفًا نسبيًا لمغناطيسية المواد المغناطيسية الحديدية التي تُظهر تباينًا قويًا للغاية مع اتجاه متميز ملحوظ جداً.

### السبائك الثنائية
تطبيق آخر لنموذج ايسينغ هو وصف السبائك الثنائية. في هذه الحالة، تمثل العزوم  المغناطيسية M أحد الأنواع الذرية، وتمثل اللحظات المغناطيسية -M الأنواع الذرية الأخرى. يمكن أن يصف الترتيب البعيد المدى لنموذج ايسينغ فصل الطور بين النوعين (في الحالة التي يكون فيها طور درجات الحرارة المنخفضة في جميع العزوم المساويًة لـ -M أو M) أو طور مرتب فيها إحدى الشبكات الفرعية تحمل ذرات أحد الأنواع (العزوم M) و الشبكة الفرعية الأخرى من ذرات النوع الإخر. يصف الطور غير المنتظم من نموذج ايسينغ الحالة التي يختلط فيها النوعان أو حالة حيث تكون الشبكات الفرعية متكافئة. تسمى الحالة الثانية انتقال من النظام إلى الاضطراب . يُطلق على هذا الإصدار من نموذج ايسينغ نموذج براغ و وليامز (1934 - 1936).

### انتقال غاز- سائل
التطبيق الثالث لهذا النموذج هو وصف انتقال من الحالة الغازية إلى الحالة السائلة. في هذا الإصدار، تُمثل المواقع التي تحمل عزم M المواقع التي تشغلها ذرة، وتلك التي تحمل عزم M- المواقع غير المشغولة. يُصبح المجال المغناطيسي في هذا الوصف الجهد الكيميائي للذرات. انتقال الطور الذي يحدث في وجود المجال المغناطيسي هو انتقال من الدرجة الأولى بين حالة سائلة عالية الكثافة وحالة غازية منخفضة الكثافة. يُسمى هذا الإصدار من نموذج ايسينغ نموذج شبكة الغاز.

## هاملتوني
هاميلتوني هذا النموذج يُكتب:
{\displaystyle H=-\sum _{i,j}J_{ij}\sigma _{i}\sigma _{j}-h\sum _{i}\sigma _{i}~}
{\displaystyle J_{ij}} هو تأثر تبادل النموذج، و{\displaystyle h} هو المجال المغناطيسي الخارجي. بشكل عام، نعتبر نموذج ايسنج تفاعلا بين الجيران الأوائل فقط.

## الحالة الأساسية
عندما يكون {\displaystyle J_{ij}>0}، تكون الحالة الأساسية ل {\displaystyle h=0} هي حيث تكون جميع العزوم  لها نفس القيمة. في الحالة {\displaystyle J_{ij}<0} على شبكة ثنائية الطرف، من السهل أيضًا العثور على الحالة  الأساسية، حيث تتمتع كل العزوم على إحدى الشبكات الفرعية على القيمة {\displaystyle M}  و{\displaystyle -M} على الشبكة الفرعية الأخرى.
في حالة وجود شبكة غير ثنائية القطب، و ل{\displaystyle J_{ij}<0} ، الموقف أكثر تعقيدًا ولا يمكن التقليل من طاقات التفاعل بين العزوم في وقت واحد. في هذه الحالة، نقول أن نموذج ايسنج محبط. بالنسبة لنموذج ايسنج المحبط، قد لا يكون العنصر الأساسي فريدًا وربما يكون لديه انفطار عياني (هذه هي حالة نموذج ايسنج المحبط على الشبكة الثلاثية ثنائية الأبعاد). في بعض الحالات، يمكن حساب انحطاط الأساسيات بالضبط. (G.H. Wannier ، 1950).
من الممكن أيضًا النظر في نماذج ايسنج مع تأثرات عشوائية (نموذج إدوردس-أندرسون إذا كانت تأثرات على المدى القصير، و نموذج شرينجتن و كيركباتريك إذا كانت التأثرات بعيدة المدى). تصف هذه النماذج المواد التي تم فيها تخفيف الشوائب المغناطيسية في المعدن. يمنع الإحباط هذه النماذج من تطوير ترتيب تقليدي بعيد المدى، و تلعب دورًا مهمًا في تشكيل حالة الغزل الزجاجي.
في ما يلي، سنتعامل فقط مع النموذج غير المحبط مع التأثرات الحتمية.   

## الحالة العامة
على الرغم من أن هذه الحالة غير مادية، فإن الأسس الحرجة لنموذج ايسنج هي تلك الخاصة بنظرية المجال المتوسط. في لغة مجموعة إعادة التهيئة، أربعة هي البعد الحرج العلوي لنموذج ايسنج. كذلك، فإن نظرية المجال المتوسط هي الحل الدقيق لنموذج ايسنج على مدى غير المحدود الذي حدده هاميلتوني:
{\displaystyle H=-{\frac {J}{N}}(\sum _{i}\sigma _{i})^{2}~}
بشكل رسمي، يصف هذا النموذج عزم مغناطيسي يتفاعل مع عدد من الجيران المجاورة التي تميل نحو اللانهاية. لذلك يمكن اعتباره الحد الأقصى للبعد اللانهائي لنموذج ايسنج. إذا بدلاً من تحديد نموذج ايسنج في بعد غير محدود باستخدام تأثر النطاق غير المحدود، فإننا نحدد عدد الجيران من خلال النظر في نموذج على شجرة كايلي، نجد أنه يمكن إعطاء الحل الدقيق عن طريق تقريب بيث-بيرلس. يعطي هذا التقريب تقديراً أفضل لدرجة الحرارة مقارنةً بمجال الحقل، و لكن نظرًا لأنه أيضًا طريقة متسقة ذاتيًا، فإنه يعيد إنتاج أسس المجال الأوسط.

## وظيفة التقسيم لمجموعة من غزل ايسنج في الحقل الأوسط

### بدون تاثر بين الجيران الأولين
هذا هو أبسط نموذج. يمكن أن تأخذ طاقة كل عزم قيمة + MH أو -MH فقط، H كونها المجال الأوسط . لذلك تأخذ وظيفة التقسيم القيمة:
{\displaystyle Z=(e^{\beta MH}+e^{-\beta MH})^{N}~}
مما يمكننا أن ستنتج بسهولة المغنطة، الحساسية المغناطيسية، كميات الديناميكية الحرارية، إلخ.

### مع تاثر بين الجيران الأولين
أبسط شكل من أشكال التاثر بين الجيران الأولين هو من النوع {\displaystyle JM_{i}M_{i+1}}حيث J هي ثابت الاقتران. في مثل هذه الحالة، فإن الطاقة التي ينطوي عليها التاثر تأخذ في حالة غزل ايسنج  القيمة
  {\displaystyle JM^{2}}أو {\displaystyle -JM^{2}}.طاقة السلسلة بأكملها تأخذ الشكل
{\displaystyle E=\sum _{i}HM_{i}+\sum _{i}JM_{i}M_{i+1}~}
معادلة التقسيم تأخذ
{\displaystyle Z=\sum _{\{M_{i}\}}\exp(-\beta \sum _{i}(HM_{i}+JM_{i}M_{i+1}))~}
في هذه الحالة، يمكن اختزال المعدلة إلى مشكلة الغزل دون تفاعل بالخدعة التالية:  نستبدل المتغيرات{\displaystyle M_{i}} بواسطة المتغيرات{\displaystyle M_{i}'={M_{i}+M_{i+1} \over 2}}.
 ينتج عن هذا عامل الاختزال لـ Z:
{\displaystyle Z=\sum _{\{M_{i}'\}}\exp(\beta \sum _{i}(-HM_{i}'+2JM_{i}'^{2}-{JM^{2} \over 2}))~}
{\displaystyle =\prod _{i}(\sum _{valM_{i}'}\exp(\beta (-HM_{i}'+2JM_{i}'^{2}-{JM^{2} \over 2})))~}
أو حتى:
{\displaystyle \exp(-\beta {NJM^{2} \over 2})(\exp(\beta (-HM+2JM^{2}))+\exp(\beta (HM+2JM^{2}))+1)^{N}~}
وبهذه الطريقة، لا يزال بإمكاننا حساب متغيرات الديناميكية الحرارية المختلفة بكل بساطة نسبية.

## ماهية النموذج
على الرغم من بساطة الحساب أحادي البعد، إلا أن الحساب ثنائي الأبعاد معقد للغاية. أما بالنسبة للحساب الدقيق ثلاثي الأبعاد بالطرق التقليدية، فمن المستحيل. البساطة الشديدة للتفاعل الأولي يجعل من الممكن أن نظهر بطريقة أنيقة للغاية كل التعقيد بسبب هندسة المواد المدروسة. إذا أضفنا أن غزل ايسنج هو نموذج مناسب للغاية للمحاكاة العددية القائمة على الكمبيوتر، فلن نفاجأ بشعبية مثل هذا النموذج الذي يبدو بسيطًا.